# ГЕС Шанніпо
ГЕС Шанніпо (善泥坡水电站) — гідроелектростанція на півдні Китаю у провінції Ґуйчжоу. Знаходячись перед ГЕС Guāngzhào, становить верхній ступінь каскаду на річці Бейпань, лівій твірній Хуншуй (разом з Qian, Xun та Сі утворює основну течію річкової системи Сіцзян, яка завершується в затоці Південно-Китайського моря між Гуанчжоу та Гонконгом). При цьому вище по сточищу на витоках Бейпань створені власні каскади, останніми в яких є ГЕС Xiǎngshuǐ та ГЕС Nízhūhé.
В межах проекту річку перекрили бетонною арковою греблею висотою 110 метрів, довжиною 204 метра та шириною по основі 24 метра. Вона утримує водосховище з об'ємом 85 млн м3 (корисний об'єм 24,6 млн м3) та нормальним рівнем поверхні на позначці 885 метра НРМ.
Зі сховища через правобережний гірський масив прокладено дериваційний тунель довжиною 2,5 км з діаметром 8 метрів, який переходить у напірний водовід довжиною 0,11 км з діаметром 6,7 метра (у підсумку розгалужується на два короткі патрубки діаметрами по 4 метра). В системі також працює вирівнювальний резервуар висотою 70 метрів з діаметром 23 метра.
Основне обладнання станції становлять дві турбіни типу Френсіс потужністю по 90 МВт (крім того, частина води випускається біля греблі через турбіну потужністю 5,5 МВт). За рік комплекс продукує 679 млн кВт-год електроенергії.